# Тукпай
Тукпай (каз. Тұқпай) — село в Теректинском районе Западно-Казахстанской области Казахстана. Входит в состав Подстепновского сельского округа. Код КАТО — 276253300.

## Население
В 1999 году население села составляло 58 человек (29 мужчин и 29 женщин). По данным переписи 2009 года, в селе проживало 177 человек (84 мужчины и 93 женщины).